# National Portrait Gallery (Canberra)

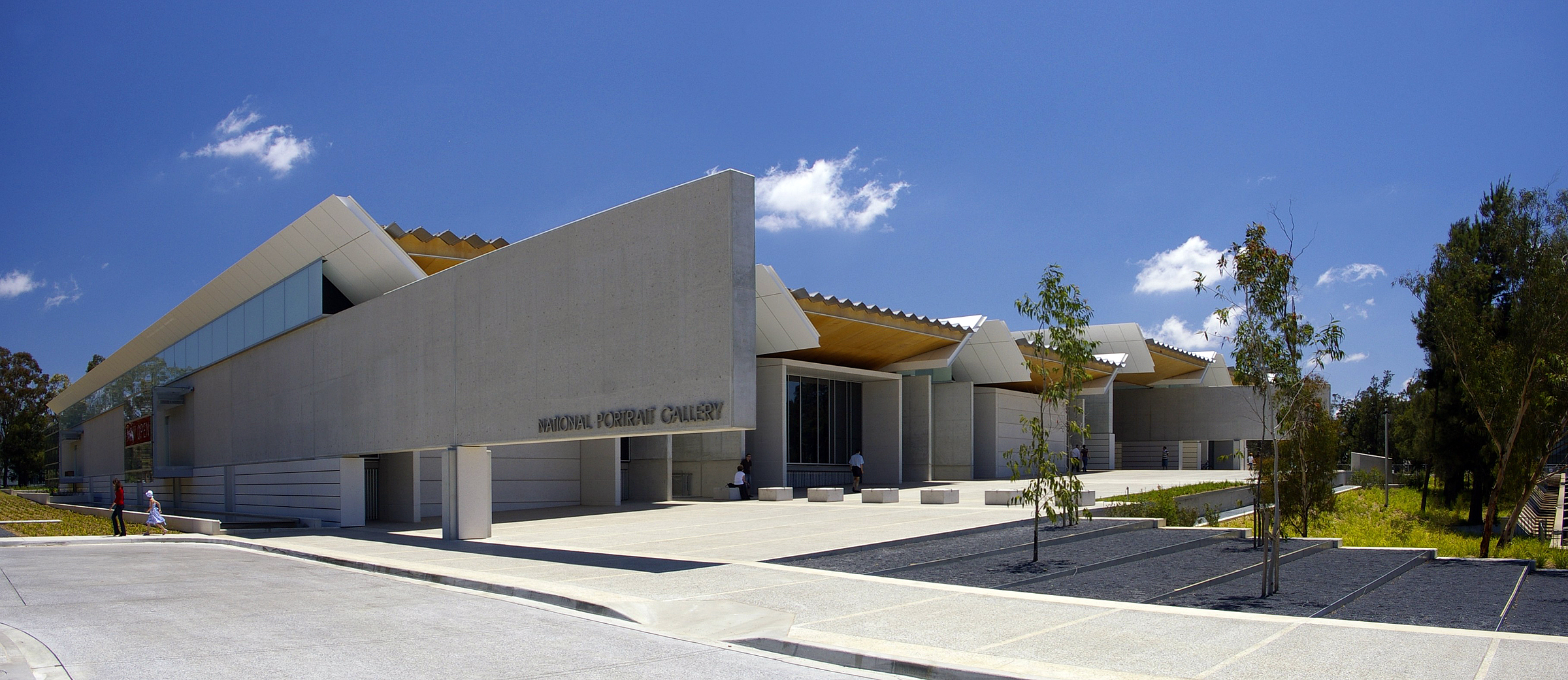
National Portrait Gallery

Die National Portrait Gallery (dt. Nationale Porträtgalerie) ist ein Museum in der australischen Hauptstadt Canberra. Es ist eine Sammlung von Porträts prominenter Australier, die auf ihrem Gebiet Außerordentliches vollbracht haben oder deren Leben ein lange andauerndes öffentliches Interesse zur Folge hatte. Die Sammlung wurde im Mai 1998 begründet und ist auf zwei Standorte verteilt.
Im Old Parliament House, von 1927 bis 1988 Sitz des australischen Parlaments, werden die Porträts früherer Persönlichkeiten ausgestellt, meist in Form von Gemälden. Zentrale Bestandteile der Sammlung sind die Porträts sämtlicher australischer Premierminister sowie Büsten (darunter die Totenmaske von Ned Kelly). Das Museumsgebäude am nahe gelegenen Commonwealth Place zeigt zeitgenössische Porträts, das Hauptaugenmerk liegt auf der Fotografie.